# (340980) Bad Vilbel
(340980) Bad Vilbel ist ein Asteroid des inneren Hauptgürtels, der am 15. März 2007 von Uwe Süßenberger am Observatorium Bergen-Enkheim entdeckt wurde.
Der Asteroid ist nach der Stadt Bad Vilbel in Hessen benannt.